# Gornja Voća
Gornja Voća falu Horvátországban, Varasd megyében. Közigazgatásilag Donja Voćához tartozik.

## Fekvése
Varasdtól 21 km-re nyugatra, községközpontjától Donja Voćától 4 km-re északnyugatra a Zagorje hegyei között fekszik.

## Története
1857-ben 992, 1910-ben 1423 lakosa volt. A trianoni békeszerződésig Varasd vármegye Ivaneci járásához tartozott. 2001-ben  a falunak 688 lakosa volt.

## Nevezetességei
Keresztelő Szent János tiszteletére szentelt kápolnája.
Védett épület a 49. szám alatti hagyományos, nyeregtetős lakóház. A ház tölgyfagerendákból és deszkákból épült, sárral tapasztva, fehérre meszelve. 1795-ben épült, 1921-ben megújították.